# Замок Билина
Билинский замок — это средневековое укрепление в городе Билина Устецкого края, Чешской Республики.

## История
В первой половине XIII века перестроили поселение Пржемысловичей, остатки которого сохранились в острожне над замком, и его функции взял на себя новый мостецкий замок. Билину в 1237 году получил в качестве наследственного феода Ожиржа из Фридберки († 1253), который, вероятно, основал готический замок бергфритовского типа. В конце XIII века умер другой Ожирж из Фридберки, единственная дочь которого примерно в 1290 году вышла замуж за Альбрехта Жеберкского, который в 1295 году стал суперинтендантом земного камергера. До 1322 года замок наследовала дочь Альбрехта Маргарет, на которой женился Отто III Бергов.
Лорды из Бергау в начале XV века продали Билину у братьев Йиржикови. В 1407 году Альбрехт Колдичский приобрёл у них этот замок. В 1421 году город с замком был завоеван пражской унией, а билинским воеводой стал Якубек Вржесович. Затем город с замком до конца 1436 года возглавлял Темови из Колдича. В 1502 замок приобрел Ян Лобковицкий († 1527), присягнувший королю Владиславу II Ягайло. Ян добился отмены билинских манских обязанностей и оставил замок значительно перестроенным.
Большую часть XVI столетия было Билина была разделена между различными представителями рода Лобковичей. И только в 1593 году удалось объединить поместье Ольдржиха Феликса фон Лобковича († 1604) в единое целое. После его смерти в 1604 году поместье перешло к его вдове Анне (1557-1596 гг.) и их сыну Вильгельму Лобковицкому († 1647). На поместье претендовал Кристофер Фердинанд Эш из Лобковиц (1614-1658 гг.), которое всё же получил в 1656 году. Его сын, Вацлав Фердинанд Лобковиц (1654-1697 гг.), получивший в 1670 году звание имперского князя, в 1675 году приступил к перестройке замка в стиле барокко. Сооружение стоимостью почти в 25000 рейнских золотых по проекту итальянского архитектора Тенкалла Джованни Пьетро возглавил Антонио делла Порта.
Последней владелицей ветвей Ясеня Лобковиц стала Элеонора, дочь Вацлава Фердинанда. Она вышла замуж за рудницкого принца Филиппа Лобковицкого. Во второй половине XIX века Билина перестала быть семейной резиденцией, но замок за остался Лобковицкими. После национализации собственности Лобковичей в 1945 году в замке были размещены армия, национальный исторический музей Билины и рабочее место археологического отдела регионального музея в Теплице.
После 1989 года замок был возвращен в качестве реституции семье Лобковичей, но позже был продан частной компании. 